# Hector Louis François Leboucq

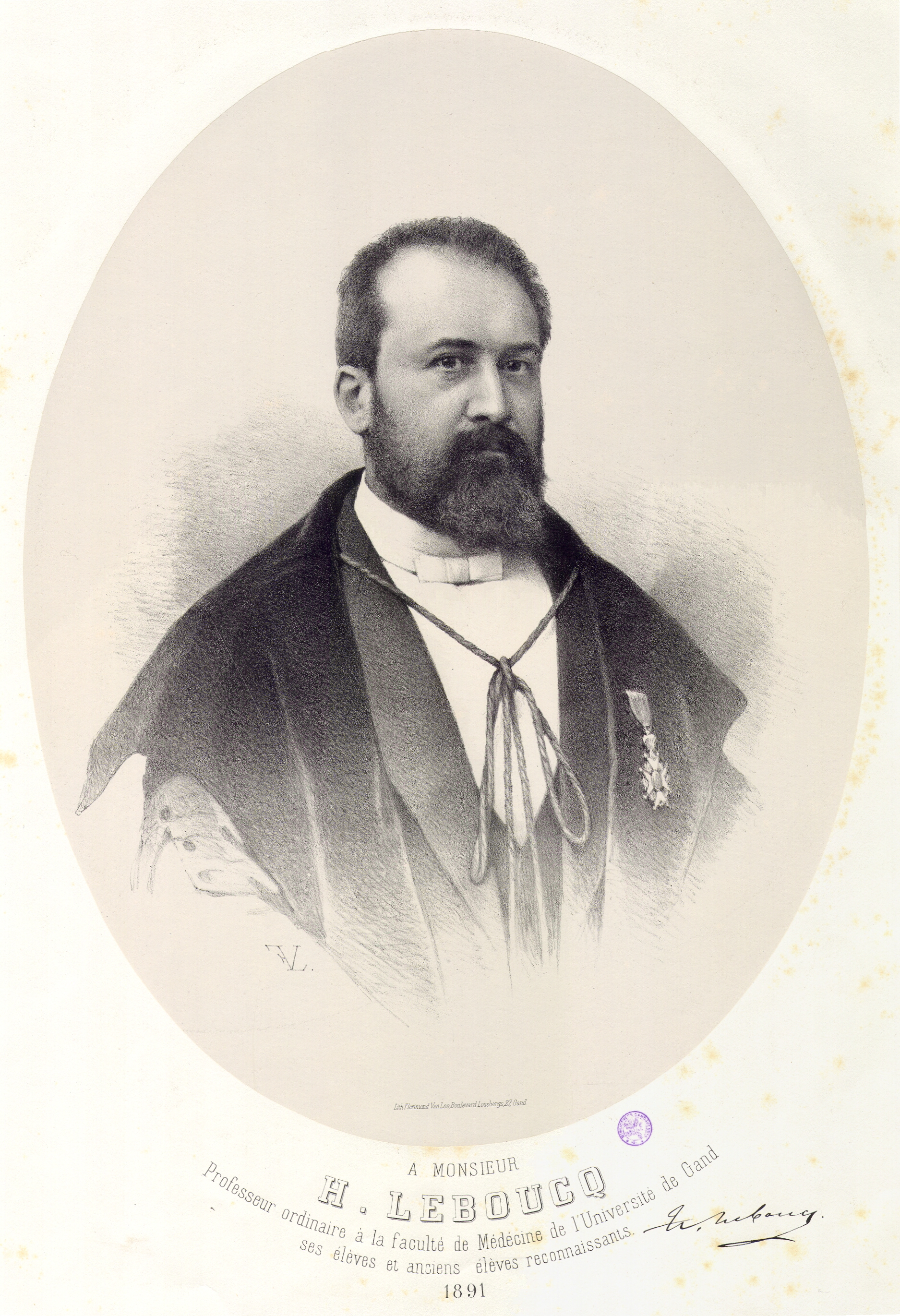
Hector Louis François Leboucq (1848–1934)

Hector Louis François Leboucq (* 5. April 1848 in Ypern, Belgien; † 22. Oktober 1934 in Gent) war ein belgischer Mediziner und Anatom.

## Leben und Wirken
Er studierte Medizin an der Universität in Gent. Im Jahre 1872 wurde er dort zum Doktor der Medizin, Chirurgie und Geburtshilfe promoviert. Im Anschluss setzte er seine Studien in Frankreich fort, so am Collège de France bei Louis-Antoine Ranvier und dann am Anatomischen Institut in Straßburg, Institut d’anatomie Strasbourg bei Heinrich Wilhelm Waldeyer.
Im Jahr 1876 promovierte im Bereich der Physiologie mit einer Dissertation Recherches sur le développement des vaissaux et des Globuli sanguins. In dieser Zeit arbeitete er aber an verschiedenen Projekten an der Universität in Gent. Im Jahre 1878 wurde er zum Professor für systematische und topographische Anatomie des Menschen berufen und war auch als Demonstrator in der Anatomie tätig.
Leboucq war zunächst als Pathologe tätig. Er schrieb eine Studie über Tumoren und Frakturen, wechselte dann aber von der pathologischen zur anatomischen Morphologie.
Darüber hinaus konzentriert er sich auf die Histologie und Embryologie des Menschen. Er machte vergleichende Studien über die Extremitäten,  Hand und Fuß, genauer gesagt, den Handwurzelknochen und Mittelfußknochen. Wegweisend waren seine Untersuchungen über die Rolle des Os naviculare (eines der Fußwurzelknochen) und der Entwicklung des Talus (im Sprunggelenk). Darüber hinaus beschäftigte er sich, in einigen Studien, mit der menschlichen Muskulatur, die er auf alle Varianten und Anomalien hin untersuchte.
Er war einer der Gründer der Gentse School voor Morfologie und baute eine umfangreiche Sammlung im Anatomischen Institut auf. Leboucq beschäftigte eine der ersten weiblichen Assistentinnen Bertha De Vriese (1877–1958).
Eine Wertschätzung für Leboucqs akademische Leistungen wurde in zahlreichen Auszeichnungen zum Ausdruck gebracht. So bekam er die Ehrendoktorwürde der Universität von St Andrews (Schottland). Außerdem wurde er im Jahre 1913 Präsident der Koninklijke Academie voor Geneeskunde van België, der Königlichen Akademie der Medizin von Belgien.

## Werke (Auswahl)
- Le canal nasopalatin chez l’homme.  Arch. Biol., Paris (1881) 2: 386–397
- Recherches sur les variations anatomiques de la première côte chez l'homme.  Impr. de Hayez, Bruxelles (1896)
- Organogénie des pinnièdes.  Anvers, Buschmann (1904)
- Discours de M. le recteur H. Leboucq : l'anatomie humaine et les tendances modernes de la morphologie. Exposé de la situation de l'Université pendant l'année académique 1906-1907.  Impr. de D. Annoot-Braeckmann, Gand (1907)